# Mandritsara (Betafo)
Mandritsara est une commune urbaine malgache, située dans la partie nord-centre de la région de Vakinankaratra.